# A mi aire
A Mi Aire es el 12º álbum de estudio grabado por la cantante y compositora española Mari Trini. Lanzado por la Compañía Discográfica Española Hispavox en 1980. Contó con la producción de Danilo Vaona así como de la propia cantante. El álbum triunfa con canciones como "El Desertor", "Ayúdala" o "Soy un Caso Perdido"

## Lista de Canciones
Todas las canciones escritas y compuestas por Mari Trini.

| Cara A |                       |          |  |
| N.º    | Título                | Duración |  |
| 1.     | «El Desertor»         | 4:04     |  |
| 2.     | «Despiértame»         | 3:58     |  |
| 3.     | «Soy Un Caso Perdido» | 4:30     |  |
| 4.     | «El Poeta»            | 3:52     |  |

| Cara B |                    |          |  |
| N.º    | Título             | Duración |  |
| 1.     | «Ayúdala»          | 4:10     |  |
| 2.     | «La Primera Vez»   | 4:39     |  |
| 3.     | «El Cielo No Está» | 4:45     |  |
| 4.     | «Más Que Nada»     | 4:26     |  |